# 3975 Верди
3975 Верди (3975 Verdi) је астероид главног астероидног појаса са средњом удаљеношћу од Сунца која износи 2,898 астрономских јединица (АЈ).
Апсолутна магнитуда астероида је 12,3.